# Francisco Javier de Cienfuegos y Jovellanos
Francisco Javier de Cienfuegos y Jovellanos (Oviedo, 12 marzo 1766 – Alicante, 21 giugno 1847) è stato un cardinale e arcivescovo cattolico spagnolo.

## Biografia
Nacque a Oviedo il 12 marzo 1766 da Baltasar González de Cienfuegos y Caso Maldonado, conte di Marcel de Peñalba, e della sua terza moglie, Benita Antonia Josefa de Jovellanos y Ramírez de Jove. Suo fratello José María Ignacio Cienfuegos y Jovellanos fu capitano generale di Cuba dal 1816 al 1819. Era nipote del politico e scrittore Gaspar Melchor de Jovellanos e imparentato con Alonso Marcos de Llanes Argüelles, arcivescovo di Siviglia.
Papa Leone XII lo elevò al rango di cardinale nel concistoro del 13 marzo 1826.
Morì il 21 giugno 1847 all'età di 81 anni.

## Genealogia episcopale e successione apostolica
La genealogia episcopale è:
- Cardinale Scipione Rebiba
- Cardinale Giulio Antonio Santori
- Cardinale Girolamo Bernerio, O.P.
- Arcivescovo Galeazzo Sanvitale
- Cardinale Ludovico Ludovisi
- Cardinale Luigi Caetani
- Cardinale Ulderico Carpegna

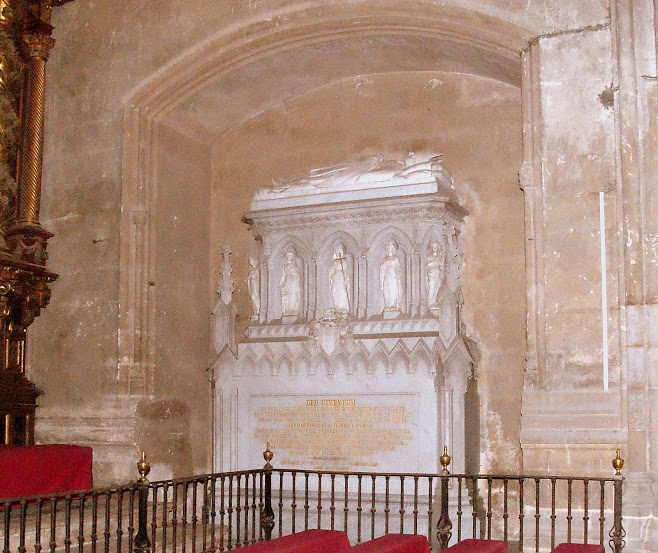
Monumento funebre del cardinale nella cattedrale di Siviglia

- Cardinale Paluzzo Paluzzi Altieri degli Albertoni
- Papa Benedetto XIII
- Papa Benedetto XIV
- Cardinale Enrico Enriquez
- Cardinale Francisco de Solís Folch de Cardona
- Vescovo Agustín Ayestarán Landa
- Arcivescovo Romualdo Antonio Mon y Velarde
- Cardinale Francisco Javier de Cienfuegos y Jovellanos

La successione apostolica è:
- Cardinale Cirilo de Alameda y Brea, O.F.M.Obs. (1832)